# 김파래홍조강
김파래홍조강(Bangiophyceae)은 홍조류에 속하는 강 중의 하나이다. 현재는 진정홍조강과 함께 홍조강으로 통합되었다. 김파래홍조강은 전통적으로 측계통군으로 정의되었다.. 이 분류학적으로 명확하게 분류하는 것은 구별되는 형태학적 특징들이 부족하고, 형태학적 유연성 때문에 어렵다. 이 분류군 내에서의 관계들을 명확히 밝히기 위해서는 분자생물학적인 방법들이 필요하다.

## 하위 분류
- 김파래목 (Bangiales)
  - 김파래과 (Bangiaceae)
  - 그라누필룸과 (Granufilaceae)
- 마디털목 (Goniotrichales) - 현재 마디털홍조강으로 분류
  - 마디털과 (Goniotrichaceae)

## 계통 분류
아래는 최근 제안된 홍조류의 계통 분류 중 하나이다.
|  | 피떡말강     |
|  |              |
|  | 콤프소포곤강 |
|  |              |

|  | 로델라강     |
|  |              |
|  | 마디털홍조강 |
|  |              |

|  | 피떡말강     |
|  |              |
|  | 콤프소포곤강 |
|  |              |

|  | 로델라강     |
|  |              |
|  | 마디털홍조강 |
|  |              |

|  | 김파래홍조강 |
|  |              |
|  | 진정홍조강   |
|  |              |

|  | 피떡말강     |
|  |              |
|  | 콤프소포곤강 |
|  |              |

|  | 로델라강     |
|  |              |
|  | 마디털홍조강 |
|  |              |

|  | 피떡말강     |
|  |              |
|  | 콤프소포곤강 |
|  |              |

|  | 로델라강     |
|  |              |
|  | 마디털홍조강 |
|  |              |

|  | 김파래홍조강 |
|  |              |
|  | 진정홍조강   |
|  |              |

|  | 피떡말강     |
|  |              |
|  | 콤프소포곤강 |
|  |              |

|  | 로델라강     |
|  |              |
|  | 마디털홍조강 |
|  |              |

|  | 피떡말강     |
|  |              |
|  | 콤프소포곤강 |
|  |              |

|  | 로델라강     |
|  |              |
|  | 마디털홍조강 |
|  |              |

|  | 김파래홍조강 |
|  |              |
|  | 진정홍조강   |
|  |              |

|  | 피떡말강     |
|  |              |
|  | 콤프소포곤강 |
|  |              |

|  | 로델라강     |
|  |              |
|  | 마디털홍조강 |
|  |              |

|  | 피떡말강     |
|  |              |
|  | 콤프소포곤강 |
|  |              |

|  | 로델라강     |
|  |              |
|  | 마디털홍조강 |
|  |              |

|  | 김파래홍조강 |
|  |              |
|  | 진정홍조강   |
|  |              |